# Gościno (stacja kolejowa)
Gościno – zlikwidowana stacja kolei wąskotorowej (Kołobrzeska Kolej Wąskotorowa) w Gościnie, w województwie zachodniopomorskim, w Polsce.
Stacja była początkową dla linii wąskotorowych do:
- Karlina Wąskotorowego
- Kołobrzegu Wąskotorowego
- Sławoborza

Stacja była końcową dla linii wąskotorowej z:
- Tąpadł